# Elena Murzina
Elena Murzina (née le 15 juin 1984 à Sverdlovsk) est une gymnaste rythmique russe.

## Biographie
Elena Murzina remporte aux Jeux olympiques d'été de 2004 à Athènes la médaille d'or par équipe avec Elena Posevina, Olga Glatskikh, Tatiana Kurbakova, Natalia Lavrova et Olesia Beluguina.

## Palmarès

### Jeux olympiques
- Athènes 2004
  -  médaille d'or par équipe.